# BC Весов
BC Весов (лат. BC Librae) — одиночная переменная звезда в созвездии Весов на расстоянии (вычисленном из значения параллакса) приблизительно 32747 световых лет (около 10040 парсеков) от Солнца. Видимая звёздная величина звезды — от +15,7m до +14,1m.

## Характеристики
BC Весов — пульсирующая переменная звезда типа RR Лиры (RRAB).